# مقاطعة طلاس
طلاس أوبلاستي (بالقيرغيزية: Талаc областы)‏ هي محافظة (أوبلاست) قيرغيزية تقع في شمال جمهورية قرقيزيا عاصمة المحافظة مدينة طلاس، وتبلغ مساحة المحافظة 11,400 كيلومتر مربع وتضم بين مدنها وقراها نحو 219,800 نسمة.

## التقسيمات
تنقسم المنطقة إدارياً لمدينة (طلاس) وأربعة مناطق تضم تجمعات ريفية وقرى.
| الموقع | المنطقة         | المركز الإداري | المساحة   | السكان (إحصاء 2021) | التقسيمات                   |
| ------ | --------------- | -------------- | --------- | ------------------- | --------------------------- |
|        | مدينة طلاس      |                | 13 كم٢    | 40308 نسمة          |                             |
|        | منطقة باكاي آتا | باكاي آتا      | 2928 كم٢  | 53359 نسمة          | 9 تجمعات ريفية تضم 19 قرية  |
|        | منطقة كارا بورا | كيزيل أدير     | 4216 كم٢  | 69180 نسمة          | 10 تجمعات ريفية تضم 23 قرية |
|        | منطقة ماناس     | بوكروفكا       | 1198 كم٢  | 37505 نسمة          | 5 تجمعات ريفية تضم 22 قرية  |
|        | منطقة طلاس      | ماناس          | 5،051 كم٢ | 70،642 نسمة         | 13 تجمع ريفية تضم 28 قرية   |

## السكان
يبلغ عدد سكان المنطقة 219.6 ألف في عام 2009، بينما يقدر بـ 270994 نسمة في 2021.

### المجموعات العرقية
| العرقية        | السكان (إحصاء 2009) | النسبة |
| -------------- | ------------------- | ------ |
| القرغيز        | 208.399 نسمة        | 91.9٪  |
| الأكراد        | 5،547               | 2.5٪   |
| الروس          | 4356                | 1.9٪   |
| الكازاخستانيون | 3،049               | 1.3٪   |
| الأوزبك        | 1،779               | 0.8٪   |
| الأتراك        | 1،547               | 0.7٪   |
| الأوكرانيون    | 500                 | 0.2٪   |
| الألمان        | 384                 | 0.2٪   |
| التتار         | 299                 | 0.1٪   |
| أخرى           | 919                 | 0.4٪   |